# Нурмамедов, Ахмед Гюльахмед оглы
Ахмед Гюльахмед оглы Нурмамедов (азерб. Nurməmmədov Əhməd Güləhməd oğlu; род. 1965) — судья Верховного суда Азербайджана.

## Биография
Родился в 1965 году. В 1991 году окончил юридический факультет Бакинского государственного университета.
С 1983 по 1984 год являлся рабочим совхоза Димитров Губинского района.
С 1991 по 1992 год являлся следователем Прокуратуры Лачинского района. С 1992 по 2000 год являлся следователем, старшим помощником прокурора Прокуратуры Гусарского района.
Со 2 сентября 2000 по 2007 год являлся судьёй Шекинского районного суда.
С 16 июля 2007 по 2013 год являлся судьёй Ширванского Апелляционного суда.
Судья коллегии по гражданским делам Верховного суда Азербайджана (с 6 августа 2013).

## Награды
- Медаль «Прогресс» (11 февраля 2023)[5]